# Переполох (фильм, 1928)
«Переполох» («Ошибка енерала Стрехи») — советская немая чёрно-белая комедия 1928 года.
Считалось, что фильм не сохранился, однако, в 2015 году он был найден и показан в рамках кинофестиваля «Белые столбы».

## Сюжет
Это замечательно сделанное и очень остроумное кино — комедия, снятая в почти документальной эстетике.
Середина 1920-х годов. В село Глухарёво приходит из волости предписание «в порядке разверстки» отправить одного из крестьян на курорт. Составленная непонятным казенным языком бумага вызвала на селе переполох. Непонимающие что такое «курорт», встревоженные словом «разверстка», крестьяне решают «пожертвовать» одним из селян.

Все дружно отказываются ехать на страшный «кулорт» и даже хитрый кулак — мельник не понимает, в чем дело и на коленях умоляет сход не посылать его, угрожая остановить мельницу. В конце концов на явную гибель, ради спасения «обчества» идет какой-то «задрипанный» мужичонка.— Павел Бляхин, из статьи «К итогам киносезона 1927/28 года» // Кино и культура, 1929 год
После долгих уговоров согласился «пострадать за мир» сухорукий Захар Пеньков, ему терять нечего — ни здоровья, ни хозяйства. Захар уезжает. Его остающейся «вдовой» жене Анисье с каждого двора «за мужа» несут сена, поросят… и хозяйство Анисьи поправляется. Считая, что муж уже не вернётся, Анисья решает выйти замуж за местного пономаря, и так давно уж ходившего к ней. Но вдруг Захар возвращается — окрепший и излечившийся от болезни после отдыха и лечения на курорте в Ливадии… прям к поминкам по себе — его поп уже отпел, и к свадьбе жены с дьячком…

## В ролях
- Леонид Волков — Захар Пеньков, сухорукий мужик «енерал Стреха»
- Клавдия Чебышёва — Анисья, его жена
- Даниил Введенский — пономарь
- А. Отрадин — мельник, кулак
- Михаил Бессонов — плотник

## О фильме
Киновед Ростислав Юренев назвал фильм неплохой комедией, не согласившись с мнением современной фильму критики, требовавшей от комедийного фильма жизненной правды и идейности:

Авторы этой комедии намеревались оказать проникновение нового быта в деревню, для чего сгустили краски в показе бескультурья и деревенской дикости.— Павел Бляхин, из статьи «К итогам киносезона 1927/28 года» // Кино и культура, 1929 год
У современного фильму зрителю он пользовался успехом, так в отчёте о демонстрации кинопередвижкой фильма в колхозе «Новая жизнь», указывалось:

Молодежь смотрела весело. Женщины же и особенно старухи сидели, поджав губы и напряженно молчали. Они видели кино в первый раз, но не убегали, когда наезжал поезд с экрана. Кадр прыгал и все смеялись, когда персонаж картины попадал головой в дверь чердака хаты, на которой висел экран. Я читал вслух надписи и обяснял проходившие кадры. Особенно заинтересовала колхозников Ливадия, Крым и крестьянский дом отдыха, устроенный в царских дворцах. Долго расспрашивали: где это, далеко ли ехать, сколько стоит, каждому ли можно? Смеялись над попом и дьячком. Когда герой фильмы долго одевался, прежде чем войти в избу на собственную панихиду, кричали: — Натягивай штаны скорей. Опоздаешь. Кончат! Особенно шумела «ложа» — земляная крыша колхозного сарая, на которой уселась молодежь. Когда кончилось — попросили привозить еще такие же картины — потому что «вот это — да», — повторяли они прибаутку картины.— Молодая гвардия, 1930 год
В 2015 году фильм был случайно найден — киновед Пётр Багров в архиве Госфильмофонда выписал себе фильм под названием «Тревога», плёнка оказалась в таком плохом состоянии, что её невозможно было посмотреть не то что в зале, но даже и на монтажном столе, при этом титры были на английском языке. Оказалось, что это вовсе не «Тревога», а фильм Александра Лёвшина «Переполох». Фильм был отреставрирован и показан на кинофестивале.